# Mystacocarida
Mystacocarida zijn interstitieel levende kreeftachtigen. Ze worden tot het meiobenthos gerekend. Ze bezitten een zeer conservatieve taxonomie: morfologisch gelijken alle 13 soorten sterk op elkaar. Twee genera worden onderscheiden: Derocheilocaris en Ctenocheilocharis.

## Anatomie
Mysticocarida zijn vrij kleine, wormachtige kreeftachtigen.

Ongeveer ⅓ van het lichaam wordt ingenomen door de kop. Op deze kop ontbreekt een rostrum. Er zijn ongesteelde ogen, voorzien van eenvoudige ocelli. De antennulae zijn eentakkig. De antennae zijn tweetakkig evenals de mandibulae en het enige paar maxillipeden.

Na de kop komen de korte maxillipeden, gevolgd door negen vrij ongedifferentieerde geledingen, waarvan slechts de eerste vier (Thorax) gereduceerde aanhangsels dragen: de pereopoden. Het achterlichaam eindigt in een groot telson met één paar furca-achtige aanhangsels, dat versmolten is met het pleon (pleotelson). Ze bezitten geen pleopoden, noch epimeren. Het enkele paar uropoden is daarentegen wel goed ontwikkeld.

## Levenswijze
Volwassen dieren meten meestal minder dan 1 mm in lengte. Deze vrijwel blinde, langwerpige diertjes, leven in de openingen tussen de zandkorrels (interstitieel). Om zich efficiënt te kunnen voortbewegen moeten er zich zowel boven als onder het diertje een laagje zandkorrels bevinden. Hier grazen ze hoogstwaarschijnlijk op microalgen en bacteriën die zich op het oppervlak van deze zandkorrels hebben vastgehecht. De beweging van de mondaanhangsels heeft waarschijnlijk ook een zevende functie waardoor partikels uit de waterkolom worden gefilterd.

## Taxonomie
- Orde Mystacocaridida Pennak & Zinn, 1943
  - Familie Derocheilocarididae Pennak & Zinn, 1943